# Ebro S800
L'Ebro S800 és un vehicle crossover de mida mitjana (segment D) produït pel fabricant d'automòbils EV Motors. És el crossover insígnia d'aquesta marca situat per sobre de l'Ebro S700.
Es preveu que es fabriqui a la planta d'EV Motors de Barcelona a partir del 28 de novembre de 2024. El model es va presentar el 22 de maig de 2024.